# Clan Grant
Le clan Grant est un clan écossais reconnu par le Lord Lyon.

## Châteaux
- Château de Grant

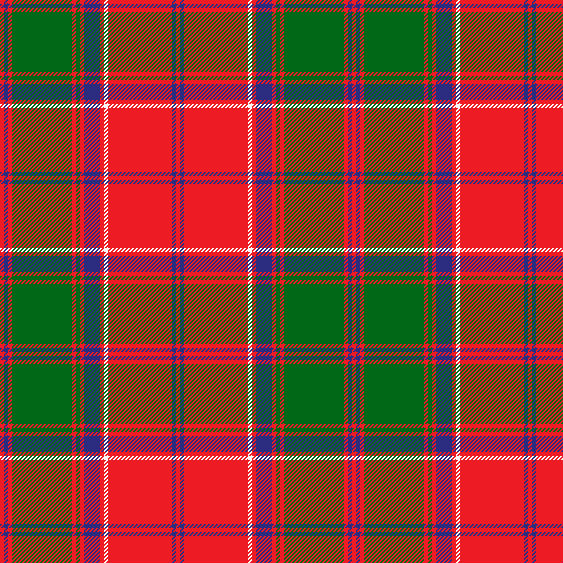
Tartan du Clan Grant.

- Château de Ballindalloch (depuis 1499)
- Château d'Urquhart (1509-1911)